# Rochester Electronics
A Rochester Electronics egy magántulajdonban lévő egyesült államokbeli, massachusettsi központú félvezetőgyártó cég, amely világszerte licenc alapján gyártja és forgalmazza az eredeti gyártójuk által már nem gyártott elavult, vagy életciklusuk végét járó termékeit.

## Történet
A Rochester Electronics céget Curtis L. Gerrish (ismertebb néven: Curt Gerrish) alapította 1981-ben a Motorolánál eltöltött 20 év után.
A Motorola az 1980-as évek elején úgy döntött, hogy leselejtez számos általa gyártott, de addigra már elavult alkatrészt. Gerrish a Motorola forgalmazói elszámolásait kezelte ezidőtájt és úgy gondolta, hogy az iparágnak szüksége lehet az életciklusuk végére ért termékek utángyártására. A gyár vezetéséhez fordult a terméktámogatás további fenntartásáért, de elutasították.
Ezután kilépett a Motorolától és megalapította saját cégét, a Rochester Electronicset.

## Működési modell
A hadsereg, különböző állami szervek és a termék életciklusra érzékeny piaci szereplők igénylik, hogy erről időben tájékoztatást kapjanak és támogatást a korábban nyereséget termelő, de mára már elavult alkatrész/termék költséghatékony leváltásában. Utángyártás mellett, alkatrész-újratervezéssel, különleges, nem-fellelhető alkotóelemek "mérnöki visszafejtésével" (reverse engineering) is foglalkoznak. Igyekeznek az árakat az eredeti gyártói árak körül tartani, de a kis gyártási volumenek miatt a legtöbb esetben ez nem lehetséges. Egyedileg, kis tételekben gyártanak áramköri elemeket.

## Együttműködési megállapodások
- 1998 márciusában az amerikai Cypress Semiconductor céggel (2020-ban felvásárolta őket az Infineon) ún. "Megszűnt Termék Megállapodást",[3]
- 2000-ben az AMD-vel kommunikációs chipek (TAXIchip) utángyártására,[4]
- 2009-ben felvásárolta a National Semiconductor űrtechnológiákban alkalmazott sugárzásbiztos termékkészletét,[5]
- 2010-ben az Alterával FPGA kapuáramkörök utángyártására,[6]
- 2014-ben a Renesas Electronics-szal analóg áramkörök, teljesítményelektronikák, egylapkás rendszerek (SoC) és mikrovezérlők utángyártására,[7]
- 2015 júliusában a Freescale Semiconductorral (2015 végén felvásárolta az NXP Semiconductors) a korábbi Motorola, majd Freescale 680x0 processzorcsalád (a 68020, 68030, 68040, 68060 CPU és a 68882 FPU) utángyártására,[8]
- 2021-ben az amerikai Digi-Keyjel a Covid19-pandémia alatt az ellátási láncok fenntarthatósága érdekében és egyben csatlakozott a Digi-Key online piacteréhez.[9]
- 2021 szeptemberében az STMicroelectronics-szel,[10]
- 2022 márciusában pedig a Kyoto Semiconductorral optikai eszközök gyártására.[11]

## Fordítás
Ez a szócikk részben vagy egészben  a   Rochester Electronics című angol Wikipédia-szócikk fordításán alapul.  Az eredeti cikk szerkesztőit annak laptörténete sorolja fel. Ez a jelzés csupán a megfogalmazás eredetét és a szerzői jogokat jelzi, nem szolgál a cikkben szereplő információk forrásmegjelöléseként.